# Apanteles brevicarinis
Apanteles brevicarinis är en stekelart som beskrevs av Song 2002. Apanteles brevicarinis ingår i släktet Apanteles och familjen bracksteklar. Inga underarter finns listade i Catalogue of Life.